# Wszechwład Horbaczewski
Wszechwład Horbaczewski (ur. 2 marca?/15 marca 1914 w Grodnie, zm. 1999) – polski artysta malarz, architekt i projektant wnętrz.

## Życiorys
W latach 1932–1935 studiował na Wydziale Architektury Politechniki Warszawskiej, następnie w latach 1935–1939 i 1945–1947 na Akademii Sztuk Pięknych w Warszawie, gdzie był uczniem Felicjana Kowarskiego i w latach1947–1951 studiował historię sztuki na Uniwersytecie Warszawskim. Podczas II wojny światowej był więźniem obozu koncentracyjnego Gross-Rosen.
W latach 1948–1949 był delegatem Ministerstwa Kultury i Sztuki w Szczytnie, gdzie organizował szkołę artystyczną. W latach 1949–1950 był kierownikiem ogniska Związku Polskich Artystów Plastyków w Jeleniej Górze. W latach 1950–1952 wykładał kompozycję form przestrzennych i malarstwo w Wyższej Szkole Sztuki i Projektowania w Łodzi. W latach 1956–1970 był projektantem w Biurze Projektowym Handlu Wewnętrznego w Łodzi. Od 1970 był członkiem ZAiKS.
Horbaczewski tworzył w zakresie malarstwa sztalugowego, ściennego i projektowania wnętrz. Malował pejzaże, kompozycje figuralne, utrzymane w nurcie impresjonizmu, abstrakcji, kubizmu. W zakresie architektury, w Łodzi do 1986 zrealizował 43 modernizacje i projekty wnętrz obiektów handlowo-usługowych.

### Życie prywatne
Pochowany został w części prawosławnej Starego Cmentarza w Łodzi, wraz z żoną Wiktorią (1921–1998) z domu Głagolew.

## Niektóre realizacje
- 1954: Wnętrze Salonu Obuwniczego w Poznaniu,
- 1962–1964: Wnętrze Domu Handlowego „Porada” w Łodzi[1],
- 1970: wnętrza hotelu „Orbis” w Łodzi[3][1],
- 1970: wnętrza kawiarni „Turecka” i „Egzotyczna” w Łodzi[1].

## Wystawy

### Indywidualne
- Wystawa Biura Wystaw Artystycznych w Toruniu (1954);
- Wystawa Biura Wystaw Artystycznych w Łodzi (1955, 1962);
- Wystawa Biura Wystaw Artystycznych w Sieradzu (1963)[1];
- Wystawa w Domu Kultury na Księżym Młynie (1986);
- Wystawa z okazji 45-lecia pracy twórczej w Salonie Sztuki Współczesnej (1986)[4].

### Zbiorowe
- Salon ZPAP w Muzeum Narodowym (1946);
- Wystawa Okręgu Wrocławskiego ZPAP (Wrocław 1949-1950);
- Wystawa Okręgu Łódzkiego ZPAP (Łódź 1951-1962);
- Wystawa Sztuki Nowoczesnej w Szczecinie (1967)[1].

## Odznaczenia
- Honorowa Odznaka Miasta Łodzi (1971)[6],
- Medal za Długoletnie Pożycie Małżeńskie (1995)[5].